# كاموف كا-18
كاموف كا-18 يطلق عليها الناتو أسم (الخنزير) طائرة هلي كوبتر سوفيتية خفيفة ذو أربعة مقاعد طارت أول مرة في عام 1955 , كانت تطوير لطائرة كاموف كا-15, وتم إضافة لها محرك اقوى شعاعي وصنعت منها بكمية 120.

## المشغلون
الاتحاد السوفيتي
- القوات الجوية السوفيتية[3]

## المواصفات (كا-18)
جميع المصادر من هنا 

### الخصائص العامة
- الطاقم: واحد (طيار)
- السعة: ثلاث ركاب
- الطول:7,03 م
- قطر الدوار:9.96 م
- الارتفاع:3.34 م
- الوزن الفارغ:1,060 كجم
- الوزن المملتئ:1,480 كجم

### الأداء
- السرعة القصوى:150كم/الساعة
- المدى:165كم/الساعة
- خدمة السقف:3,250 متر

## انظر ايضآ
- كاموف كا-15
- كاموف كا-8

## وصلات خارجية
- http://www.aviation.ru/Ka/#18 نسخة محفوظة 10 أكتوبر 1999 على موقع واي باك مشين.